# Dawson Trotman
Pour les articles homonymes, voir Trotman.
Dawson Earle Trotman (25 mars 1906 - 18 juin 1956) est le fondateur de l'organisation chrétienne évangélique nommée Les Navigateurs.

## Biographie
Trotman est né le 25 mars 1906 à Bisbee, USA. Il a été élevé à Lomita. Après avoir grandi dans la foi presbytérienne, il a quitté ce mouvement en raison de ses positions trop libérales pour lui .  Il a fait ses études à l'Institut biblique de Los Angeles et au Séminaire baptiste de Los Angeles. 

### Ministère
Trotman fonda Les Navigateurs en 1933. À travers cette organisation chrétienne mondiale, il développa certains concepts comme : le maintien de la discipline basée sur une vie centrée sur le Christ et remplie de l'Esprit Saint, être constant dans l'étude de la Parole de Dieu (Bible), l'importance du suivi personnel, la formation du disciple en tête à tête, la mémorisation des Écritures, et les principes pour multiplier le nombre de disciples, d'ouvriers, et d'équipiers à travers le monde. 
En 1953, il achète avec Billy Graham le château de Glen Eyrie à Colorado Springs pour en faire le siège de l'organisation . Il travailla avec de nombreux autres évangéliques de son époque, comme Henrietta Mears, Billy Graham, Jim Rayburn, Charles E. Fuller et Dick Hillis.

## Vie privée
Trotman se maria avec Lila Mae Clayton le 3 juillet 1932. 
Il perdit sa vie le 18 juin 1956 en sauvant une fille, Allene Beck, de la noyade durant une séance de ski nautique à Schroon Lake, New York. Le couple eut quatre enfants.